# Suslic rovellat
El suslic rovellat (Spermophilus major) és una espècie de rosegador esciüromorf de la família dels esciúrids. Es troba en diversos països de l'oest de l'Àsia central com el Kazakhstan i Rússia. El seu hàbitat natural són les praderies, sabanes i matollars temperats, i se'l pot trobar fins a altituds de 600 metres.

## Estat de conservació
Aquesta espècie es troba amenaçada d'extinció degut a la pèrdua del seu hàbitat natural, segut al conreu, així com per la matança directa per part dels humans.